# Глиняний (потік)
Глиняний (рос. Глинный), (пол. Gliniec) — гірський потік в Україні, у Стрийському районі Львівської області у Галичині. Правий доплив Рибника, (басейн Дністра).

## Опис
Довжина річки приблизно 7,45 км, найкоротша відстань між витоком і гирлом — 5,40 км, коефіцієнт звивистості потоку — 1,38. Формується багатьма безіменними гірськими струмками. Потік тече у межах Сколівських Бескидів (частина Українських Карпат).

## Розташування
Бере початок між горами Віднога (1132,4 м) та Широкий Верх (1177,5 м). Тече переважно на північний захід хвойним лісом понад Середнім хребтом і у селі Майдан впадає у річку Рибник, праву притоку Стрию.